# Utoni Nujoma

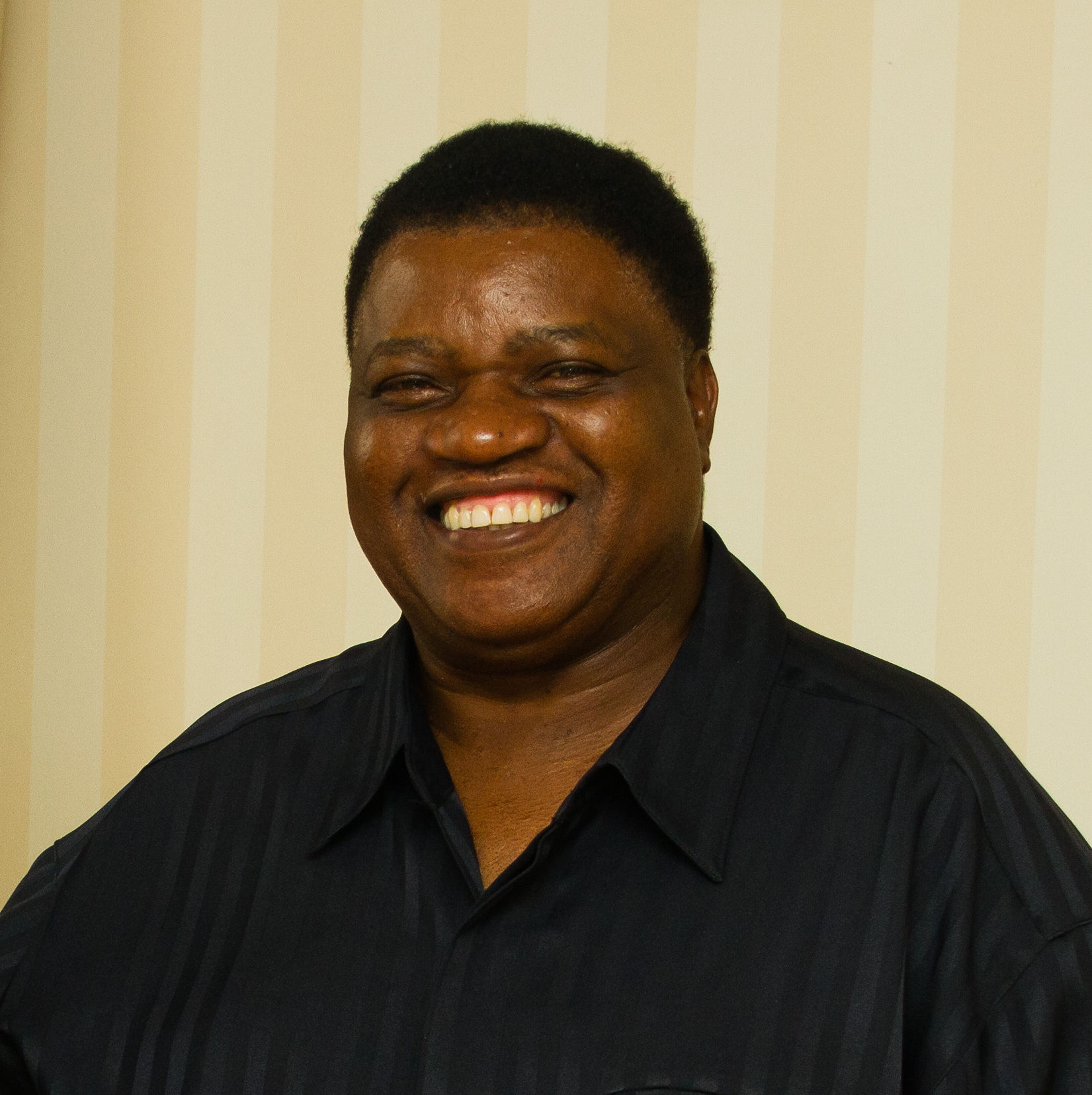
Utoni Nujoma (2011)

Utoni Daniel Nujoma (auch Uutoni; * 9. September 1952 in Windhoek, Südwestafrika) ist ein namibischer Politiker. 
Er ist Sohn des Gründungspräsidenten Sam Nujoma und Mitglied des Zentralkomitees der SWAPO. Nujoma war seit dem 23. März 2020 bis März 2025 Minister für Arbeit, Gewerkschaftsbeziehungen und Arbeitsplatzschaffung.

## Leben und Bildung
Nujoma wuchs in Windhoek bei seinen Eltern und mit seinen zwei Geschwistern auf. 1960 verließ sein Vater die Familie und ging ins Exil. 1974 zogen Utoni und seine Brüder ihrem Vater ins Exil nach Angola nach.
Utoni Nujoma hält Universitätsabschlüsse in Rechtswissenschaften der University of Warwick in England (1991) und der Universität Lund in Schweden (1995).
Sein Sohn Sam Nujoma der Jüngere, ist Regionalgouverneur von Khomas.

## Politische Laufbahn
Utoni Nujoma wurde im August 2002 vom SWAPO-Kongress erstmals in das Zentralkomitee der Partei gewählt. Er war von 2005 bis 2010 Mitglied der Nationalversammlung und Vize-Justizminister im Kabinett Pohamba I. 2007 wurde er im Zentralkomitee der SWAPO bestätigt. Von März 2010 bis Dezember 2012 leitete er als Minister das Außenministerium. Danach war er bis März 2015 Justizminister seines Landes. 2015 bis 2020 war er Minister für Landreform.